# 群衆の悪魔 デュパン第四の事件
『群衆の悪魔 デュパン第四の事件』(ぐんしゅうのあくま デュパンだいよんのじけん）は、笠井潔の歴史ミステリー小説。
『臨時増刊小説現代』で1992年11月から1994年8月まで連載され、大幅に加筆訂正されて1996年10月に講談社から書籍化された。
エドガー・アラン・ポーの小説に登場するC・オーギュスト・デュパンが探偵として、19世紀半ばに実在した多数の人物と交流するオマージュ作品である。1848年2月22日にパリで起った2月革命から、1851年12月のルイ・ナポレオンによるクーデターまでを時代背景としている。1848年2月23日に起きた"キャピュシーヌ通りの虐殺事件"が軍隊側からの発砲だったのかデモ隊側からの挑発だったのかという歴史の謎を発端として、ポーの作品をモチーフにした連続殺人事件が展開される。

## あらすじ
2月革命の昂揚感は無名の詩人シャルルの若い魂を震わせた。外務省があるキャピュシーヌ通りのデモ隊のなかにいたシャルルは、デモ隊の前列にいた面識のある新聞記者ヴァランスが労働者風の男に背後から狙撃されるのを目撃した。この発砲をきっかけに軍隊がデモ隊に銃を一斉射撃したため、多数の死傷者がでる惨事となった。
シャルルは自身の目撃した事実を公表しようとするが、警察に告発してもヴァランスの新聞社に訴えても政治的に利用される恐れがありためらう。シャルルは二年ほどまえに知り合った、極めて怜悧で博識な勲爵士デュパンに相談することを思いついた。かの人物は政治に関心が薄いので適当と思われたのだ。
フォブール・サン＝ジェルマンの古びた屋敷で、終日窓を閉ざして暮らすデュパンを訪ねたシャルルは事件の経緯を説明した。対してデュパンはかつて解決した“盗まれた手紙”事件を引き合いに、ヴァランス個人の故殺であることを隠蔽するため、あえて軍隊とデモ隊が一触即発で睨み合うタイミングで発砲した可能性を指摘した。屍体の山で屍体を隠そうとしたのではないかと。その日からデュパンによる事件の捜査に従うシャルルは、禍々しく奇怪な連続殺人事件の渦に呑まれる。

## 主な登場人物
- シャルル・B=デュファイス - 貧しい無名の詩人
- ギュスターヴ・クールベ - シャルルの友人、画家
- シャンフルーリ - シャルルの友人、劇作家
- オーギュスト・デュパン - 隠棲生活を送る勲爵士(シュヴァリエ)
- サツマ - デュパンの日本人召使い
- エミール・ド・ジラルダン - “プレス”を発行する新聞社社主
- デルフィーヌ・ド・ジラルダン - エミールの妻、筆名ド・ロネー子爵の詩人
- ジェスティーヌ・ド・モンテルラン - デルフィーヌの友人、子爵夫人
- クリスティーヌ - ジェスティーヌの小間使い
- ヴィクトール - クリステーヌの兄、中央協和協会メンバー
- ブリジット・ベルトラン - 養護施設の元経営者
- ヴァランス - “プレス”紙記者
- ジェニー・パンゲ - 高級娼婦
- マルモン - フェナンビュール座の道化役者
- フランソワ・ヴィドック - 元犯罪者のパリ警視庁老刑事
- シャルル・ド・モルニー伯爵 - ルイ・ナポレオン(ナポレオンⅢ世)の異父弟
- ジャクラール - モルニーの軍務時代からの腹心
- オノレ・ド・バルザック - 著名な小説家
- ルイ・オーギュスト・ブランキ - 不屈の革命家

## 書籍
- 1996年10月 講談社 四六上製本
- 2000年6月 解説/芳川泰久 講談社文庫
- 2010年8月 (上下巻) 創元推理文庫